# Christiaan Bangeman Huygens
Christiaan Diderik Emerens Johan Bangeman Huygens (født 31. oktober 1772 i 's-Hertogenbosch, død 29. marts 1857 i Maastricht) var en nederlandsk adelsmand (jonkheer) og diplomat. Han beklædte flere høje poster i den Bataviske Republik, i Kongeriget Holland og i Kongeriget Nederlandene.
Han var søn af Vincent Willem Bangeman, som var købmand i det Hollandske Ostindiske Kompagni, og Catharina Constantia Huygens. Han var befuldmægtiget minister (=diplomat) i den Bataviske Republik og i årene 1797-1807 ligeledes befuldmægtiget minister i København for kong Ludvig Napoleon Bonaparte.
I 1802 ægtede han i Paris den dansk-franske komtesse Elisabeth (Elise) Marguerite Josephine Sophie Constance Marie Laure Danneskiold-Løvendal (1777-1812), datter af grev François Xavier Joseph Danneskiold-Løvendal.
Bangeman Huygens blev i 1807 medlem af Statsrådet med ansvar for lovgivning og indenrigssager og var 1808-1809 envoyé extraordinaire og befuldmægtiget minister ved Kongeriget Westfalens hof i Kassel. 1809-1810 var han medlem af Statsrådet med ansvar for Marinen og blev 1810 Requestmeester-generaal.
Efter sin første hustrus død giftede han sig atter i Maastricht den 16. februar 1815 med Constantia Wilhelmina Vrijthoff, der stammede fra denne by.
1815-1825 var han befuldmægtiget minister i Hamborg. 1826-1830 var Bangeman Huygens envoyé extraordinaire og befuldmægtiget minister i Washington D.C. og havde 1832-1842 samme funktion i København.
In 1818 købte han Kasteel Henkenshage i Sint-Oedenrode, som han afhændede otte år senere. I 1837 blev han optaget i ridderskabet i Noord-Brabant.
Han er begravet på kirkegården ved Tongerseweg i Maastricht. Grev Rutger Bangeman Huygens van Løvendal var hans søn.